# Fidelma (Vorname)
Fidelma ist ein weiblicher Vorname.

## Herkunft und Bedeutung
Der Name wird zumeist im Irischen verwendet und ist die latinisierte Form von Feidelm. Dieser Name wiederum ist wahrscheinlich die weibliche Form von Feidlimid. Feidelm ist der Name mehrere Frauen in irischen Legenden, etwa Feidelm Noíchrothach, eine Tochter von Conchobhar, dem König von Ulster.
Saint Fidelma und ihre Schwester, Saint Eithne, waren im 5. Jahrhundert Anhänger von Saint Patrick. 

## Bekannte Namensträgerinnen
- Fidelma Healy Eames, irische Politikerin
- Fidelma Macken (* 1942), irische Juristin und Richterin am Europäischen Gerichtshof